# Кинематограф Латвии
Кинематограф в Латвии появился 28 мая 1896 года, когда состоялось первое представление «живых фотографий» братьев Люмьер.
Первый кинотеатр был построен в 1901 году. Он назывался «The Royal Vio» и имел 888 зрительских мест в зале и 312 на балконе.
Первые киносъёмки на территории Латвии были произведены в 1910 году, когда оператор Александр Станке снял кинохронику о приезде в Ригу императора Николая II и открытии памятника Петру I.
В 1913—1914 годах было снято три художественных фильма: «Где правда?» (в Виндаве), «Слушай, Израэль!», «Сапожник Лейб» (в Риге), но плёнки не сохранились. Эдуард Тиссэ, ставший впоследствии выдающимся оператором, в 1913 году снимал в Либаве виды города и его жителей, а в 1914 году он снял нападение судов германского военного флота на Либаву. Сохранились кадры защиты Двинске во время Первой мировой войны.
Начиная с 1913 года в Риге снимали игровое кино — немые мелодрамы. К 1914 году во всех больших городах Латвии имелись кинотеатры, демонстрирующие новостные, документальные и короткометражные фильмы.

## Межвоенная Латвия
Не сохранилась одна из первых лент игрового кино «Я ушел на войну» (1920) режиссёра В. Сеглиньша, повествующего о Первой мировой войне и борьбе за независимость, а также две последующие киноленты, снятые режиссёром-эмигрантом из России Петром Чардыниным.
Однако до нас дошли «культурфильмы» (научно-популярные, рекламные и документальные фильмы), такие, как плёнки о Райнисе и его работе над постановкой оперы Яниса Мединьша «Спридитис».
В 1920 году П. Чардыниным и В. Сеглиньшем было учреждено акционерное общество «Latvju filma», которое организовало в 1921 году первые курсы киноактёров, снимало кинохроники и игровые ленты, такие как «В вихре времени», «Фриц на взморье», «Волкам брошенная жертва» (все в 1920) и «Психея» (1921). Большой художественной ценности фильмы не имели, а в 1923 году, после возвращения П. Чардынина в Россию, общество обанкротилось.
В 1920-х годах актёр и режиссёр Р. Визбулис снял короткометражные комедии «Пилтенские музыканты», «Радости и огорчения Уступевса» с участием популярной комической актрисы Э. Якобсоне.
В декабре 1923 года в Риге открылся суперсовременный кинотеатр «Splendid Palace» (нынешний кинотеатр «Рига»), построенный с эклектичной роскошью на деньги петербургского кинопромышленника Василия Емельянова. Сам Емельянов в июне 1941 года был арестован сотрудниками НКВД, приговорён к десяти годам лагерей и умер в ГУЛАГе.
Вехой в истории немого кино стал фильм в стиле национального романтизма «Лачплесис» (1930), а в 1933 году был снят первый звуковой культурно-исторический фильм «Матушка Даугава», а в 1934 году и 1935 году — видовые фильмы «Даугава» и «Гауя», (последний произведён на деньги Василия Емельянова), этнографический фильм «Родина зовёт» режиссёров А. Рустейкиса и Я. Мунциса, в озвучивании которого впервые была использована аппаратура местного производства — завода ВЭФ.
Во второй половине 1930-х годов, одним из ведущих режиссёров документального кино Волдемаром Пуце, был снят ряд фильмов, в том числе и признанная критикой лучшей латвийской научно-популярной лентой, картина «Наш серый драгоценный камень» о месторождениях известняка, его добыче и использовании.
Вершиной довоенного латвийского кино является фильм «Сын рыбака» — экранизация одноимённого романа Вилиса Лациса. Его режиссёр Вилис Лапениекс (латыш. Vilis Lapenieks) после ввода советских войск в Латвию эмигрировал и продолжил карьеру в Голливуде.

## В составе СССР
В 1940 году на базе частных кинокомпаний были созданы Рижская киностудия художественных фильмов и Рижская киностудия документальных фильмов. Частные кинотеатры были национализированы.
В 1946-1947 годах режиссёр Александр Иванов снял на вновь образованной Рижской киностудии фильмы "Сыновья" и "Возвращение с победой".
В 1954 году был снят художественный фильм "Весенние заморозки" по мотивам новелл Рудольфа Блауманиса (сценарий Семён Нагорный, Юлий Ванаг, режиссёры Павел Арманд, Леонид Лейманис, композитор Янис Иванов). Премьера состоялась в 1955 году. Фильм был показан на фестивале в Каннах, на декаде советского кино в Финляндии (1958).
В 1957—1958 годах режиссёр Павел Арманд поставил дилогию "За лебединой стаей облаков" и "Повесть о латышском стрелке". В первом из них в главной женской роли снялась актриса Вия Артмане, а в роли второго плана — её супруг Артурс Димитерс. В обеих картинах ассистентом режиссёра работал Алоиз Бренч, впоследствии известный как постановщик детективов и сериала "Долгая дорога в дюнах".
В 1955 году был снят фильм «К новому берегу», считающийся первым игровым цветным фильмом латышской кинематографии, но в Латвии сохранилась только чёрно-белая копия фильма.
В 1961 году была построена Рижская киностудия — на тот момент крупнейшая в Прибалтике и Северной Европе. Со времени постройки на Рижской киностудии производилось по 10-15 картин в год. В разные годы здесь работали такие режиссёры, как  Павел Арманд, Алоиз Бренч, Роланд Калныньш, Вадим Масс, Ада Неретниеце, Гунар Цилинский и др..
Снявшись в 1957 году на Киностудии им. А. Довженко в фильме режиссёра Владимира Брауна «Мальва», исполнительница главной роли, латвийская актриса Дзидра Ритенберга получила приз Венецианского кинофестиваля.
В Латвии снимались такие советские фильмы, как «Райнис» (1949), "Весенние заморозки", «За лебединой стаей облаков» (1956), «Сын рыбака» (1957), «Урок истории» (1957), «Первый день мира» (1959), «Армия „Трясогузки“» (1964) и "«Армия „Трясогузки“ снова в бою» (1968), «Я всё помню, Ричард» (1966), «Слуги дьявола» (1970) и «Слуги дьявола на чертовой мельнице», (1972) «Стрелы Робин Гуда» (1975), «Вей, ветерок» (1974), «Долгая дорога в дюнах» (1981, телефильм), «Человек свиты», «Театр» (1978), «Мой друг — человек несерьёзный», «Лимузин цвета белой ночи», «Помнить или забыть», «Чужие страсти», «Незаконченный ужин», «Двойной капкан», «Шах королеве бриллиантов», «Семнадцать мгновений весны», «Старомодная комедия», «Узник замка Иф», «Мираж», «Богач, бедняк…», «Красная капелла», «Европейская история», «Инспектор Гулл», «Чисто английское убийство», «Смерть под парусом», «Подарки по телефону» и документальные фильмы «На десять минут старше» (1978) и «Высший суд» (1987) Герца Франка, «Ветер с моря» (1979) и «Сердце Даугавы» (1987) Родриго Рикардса, «Длинный день» (1981) Евгения Пашкевича, а также знаковые ленты «Легко ли быть молодым?» (1986) Юриса Подниекса и «Улица Поперечная» (1989) Ивара Селецкиса.
С 1977 года проводится национальный кинофестиваль «Большой Кристап». В 1986 году впервые открылся кинофестиваль «Арсенал», теперь проходящий раз в два года.
В 1988 году был основан «Рижский музей кино», с 2010 года ставший подразделением Латвийской Академии культуры.

## Кино Латвийской Республики
Среди прочих достижений следует отметить анимационный фильм режиссёра Нильса Скапана «Летаем» из сериала «Мунк и Лемми», получивший фигурку «Берлинского медведя» − большой приз детского жюри в рамках 45-го международного кинофестиваля в Берлине. Документальные фильмы Лайлы Пакалнини «Почта» и «Паром» были показаны на Каннском кинофестивале и получили премию ФИПРЕССИ в 1995 году.
Значительным событием в кинематографической жизни Латвии является фестиваль «Большой Кристап», посвящённый достижениям национального кино. Среди других кинематографических мероприятий — Фестиваль фантазийного кино, фестиваль детских фильмов «Кино Беримора», кинофестиваль «Арсенал» в Риге, фестиваль анимационного кино «Бимини» и международный фестиваль актёров кино «Балтийская жемчужина», также проводятся Дни кино Северных стран.
К народным хитам последнего времени относятся «Прощай, XX век!» (2006) режиссёра Улдиса Браунса, «Стражи Риги» (2007) режиссёра Айгарса Грауба, «Куда пропал Элвис?» (2008) режиссёра Уна Целма, «Наследие Рудольфа» (2010) режиссёра Яниса Стрейча.
Для масштабных съёмок «Стражей Риги» был построен киногородок «Cinevilla», который сейчас используется в качестве парка, по декорациям которого можно пройти экскурсию.
В 2011 году ожидались премьеры 6—8 полнометражных фильмов, 20 документальных и 10 мультфильмов.
В 2025 году впервые с обретения независимости страны, латышское кино получило «Оскар» на 97-й церемонии вручения награды в номинации «Лучший анимационный фильм» за фильм «Поток».